# Црквени конак у Топчидеру
Црквени конак у Топчидеру је грађевина која се налази у Београду.

## Дворски комплекс у Топчидеру
Планска изградња дворског комплекса у Топчидеру почела је 1831. године, на слободној територији непосредно по стицању аутономије, када су се стекли услови да се јавно испољи идеологија власти новонастале државе. Политичко правни положај кнеза Милоша Обреновића у оквирима Османског царства тада достиже исти статус који су вековима имали влашки кнежеви, што је условило и узоре којима је убличен кнежев двор. У средишту идеализованог аграрног пејзажа, налазило се урбано језгро дворског комплекса. Њега су чинили двор, дворска црква и црквени конак и један број мањих приземних зграда, које су биле груписане око двора. Око овог малог насеља, велика површина земље је била покривена ораницама, виноградима, воћњацима и пашњацима, а у саставу комплекса налазио се Кошутњак као неговано ловиште. Читав комплекс је садржао и велики број грађевина, које су углавном служиле за привредне и трговачке активности у Топчидеру. Ту је било изграђено неколико воденица, механе, несумњиво постављене због скеле на Сави, радионица за прераду коже, магацини, амбари и шупе. У близини конака, односно двора налазиле су се зграде за кухињу, кућа за послугу, коњушница и још неке утилитарне грађевине. Кнез је осим великог конака, имао и мањи конак од дрвене грађе, са четири собе, кухињом и диванханом, поред топчидерског потока. Преко пута цркве је била чесма, а у близини чардак, односно отворени дрвени павиљон, који се лети користио за гозбе и свечане ручкове. Осим двора и цркве, као најрепрезентативнијих грађевина, ово мало насеље је имало и свој отворени јавни простор смештен испред цркве, који је приликом великих свечаности имао функцију градског трга. Оваква структура двора, очито преузета из румунских узора, почивала је на нововековној европској традицији двора, као слике савршеног устројства света, у овом случају нове државе под влашћу кнеза Милоша.
Иначе период од 1825 до 1835 године може се посматрати као доба обнове архитектуре у Србији, која је престала са престанком независности старе српске државе.
Све зграде подигнуте за време кнеза Милоша могу се поделити у две велике групе, и по намени а и по начину изградње. У прву групу спадају зграде за становање кнеза Милоша и чланова његове породице, као и оне за државне потребе. Углавном су грађене од чврстог материјала док другу чине зграде од Ове прве остале су познате под називом конаци. Као узор служиле су зграде одговарајуће врсте које су изградили Турци, али су и читљиви утицаји архитектуре која се развијала у централној Европи, а поготову у блиској Војводини односно Аустро-Угарској. Ове прве тежње нису имале тако јак утицај да би могле преобразити и архитектуру целе зграде. Тај преображај наступио је касније са доласком архитеката који су се школовали у иностранству и мајстора који су долазили из Аустро-Угарске. (2)
Међутим, мало је вероватно и да су кнез, који се лично залагао за изградњу својих домова, и Неимар Хаџи-Никола Живковић као искусни грађевинар предузимач, који је у највећој мери остваривао кнежеве жеље, једини заслужни за изглед свих грађевина насталих у том периоду, али о томе нема сачуваних података. У сваком случају захваљујући солидности употребљеног грађевинског материјала, стање сачуваних зграда из овог периода није тако лоше. Иако у више махова преправљане, основна конструкција је остала неоштећена, те их је могуће реконструисати.

## Конак
Црквени конак у Топчидеру је поред конака кнеза Милоша и цркве једина очувана зграда некадашњег дворског комплекса.
Кућа је највероватније изграђена нешто пре Топчидерске цркве, односно истовремено са њеном изградњом, али је завршена пре ње што је разумњиво с обзиром на разлике у врсти, потребама и начину обраде сваког од објеката, тачније, у периоду 1830—32. године.
Конак је био изграђен за потребе првог митрополита Кнежевине Србије Милентија Павловића, а затим његовог наследника митрополита Петра Јовановића. Њега су такође користили и будући чланови конзисторије, протосинђел Ликоген Михајловић и свештеник Гаврило Поповић, потоњи шабачки владика. Први свештеник Топчидерске цркве је био јеромонах Јероним, капелан књажески, који је ту служио до 1836. године. Као служитељ цркве и кнежев капелан, он је вероватно становао у једном делу црквеног конака.(3)
У конаку је током јула 1835. године изграђен пројекат првог устава Православне цркве у Кнежевини Србији, под руководством митрополита Петра Јовановића. Овај нацрт је разматран тек 1836. године, након кнежевог повратка из Цариграда, а 21. маја, На Народној скупштини у Крагујевцу, обнародовано је „Начертаније о духовним властима", први писани основни црквени закон у Србији. (4)

## Изглед
Црквени конак се налази у северозападном делу црквене порте. Главном фасадом, са улазним тремом и степеништем, окренут је према улици, а дворишна фасада са улазом је окренута ка црквеној башти и порти. Како је саграђена на стрмом терену, зграда има подрум који се протеже испод њеног јужног дела са улазом на источној страни. Подрум је зидан од камена док је приземље зидано у бондручном систему са испуном од цигле. Има правоугаону основу са правилним симетричним распоредом просторија око централног хола. Четворосливни кров меког пада покривен је ћерамидом.
Зидови су највероватније и првобитно били малтерисани кречним малтером. На њима никада није било профилисаних венаца или пластичних украса. Прозори су постављени са свих страна објекта: три прозора са запада, три са севера, три са истока и четири са југа. Прозорски отвори, правоугаоног облика, су типа пенџера са металним решеткама. Спољашња крила која су у равни фасаде отварају се према споља, док се унутрашња крила отварају према унутрашњости просторија.
На једној фотографији цркве у Топчидеру из албума И. В. Громана, из 1876—1878. године, у позадини се види црквени конак (свештеничка кућа) са доксатом на западној, главној, фасади који се налазио у наставку постојећег степеништа. (5) Он је највероватније био у ширини нешто већој од постојећа два централна прозорска отвора. Доњи део доксата је био озидан у камену, као и остатак објекта, док је горњи био на архитравним стубовима. На јужној фасади у доњим партијама објекта видљив је и ћепенак Крајем деветнаестог века доксат је затворен, да би неком каснијом интервенцијом, заједно са ћепенком, био потпуно уклоњен.
У Заводу за заштиту споменика културе града Београда је у току израда пројекта санације и реконструкције овог изузетно вредног објекта. 
Репрезентативан положај и значај Топчидерске цркве намећу и будући третман црквеног конака. Реконструкцијом црквеног конака, заједно са уређењем, сада неусловних, помоћних објеката у дворишту, цркве и црквене порте и њиховим третманом као интегралним делом дворског комплекса, реконструише се целина која потенцира вредност сваког објекта појединачно, а самим тим и целине чији су они неизоставни део.
Репрезентативан положај и значај Топчидерске цркве намећу и будући третман црквеног конака. Реконструкцијом црквеног конака, заједно са уређењем, сада неусловних, помоћних објеката у дворишту, цркве и црквене порте и њиховим третманом као интегралним делом дворског комплекса, реконструише се целина која потенцира вредност сваког објекта појединачно, а самим тим и целине чији су они неизоставни део.

## Галерија
- Слика 1
- Слика 2
- Слика 3
- Слика 4
- Слика 5